# Цихалах
Цихалах — село в Цумадинском районе Дагестана Российской Федерации. Входит в состав сельского поселения Нижнехваршининский сельсовет.

## Географическое положение
Расположено в 4 км к западу от центра сельского поселения — села Нижнее Хваршини и в 28,5 км к юго-западу от районного центра — села Агвали.

## История
По данным на 1895 г. село Цихал-Батлух входило в состав Нижне-Хваршинского сельского общества Ункратль-Чамалальского наибства Андийского округа Дагестанской области. Село состояло из 21 хозяйства, в которых проживало 86 человек (40 мужчины и 46 женщин), основное население — чеченцы, позже ассимилированы аварцами.

## Население
| 1869 | 1888 | 1895 | 1926 | 1939 | 1970 | 1989 |
| ---- | ---- | ---- | ---- | ---- | ---- | ---- |
| 61   | ↗88  | ↘86  | ↘77  | ↗83  | ↘49  | ↘16  |
| 2002 | 2003 | 2004 | 2010 | 2021 |      |      |
| ↗18  | →18  | ↗24  | ↗57  | ↗59  |      |      |

По данным Всероссийской переписи населения 2010 года моноэтничное аварское село.